# Werner Baake
Werner Baake (Nordhausen, 1 de novembro de 1918 — Heilsbronn, 15 de julho de 1964) foi um oficial alemão que serviu durante a Segunda Guerra Mundial. Foi condecorado com a Cruz de Cavaleiro da Cruz de Ferro.

## Sumário da carreira

### Condecorações
- Cruz de Ferro (1939)
  - 2ª classe
  - 1ª classe
- Distintivo de Voo do Fronte da Luftwaffe
- Troféu de Honra da Luftwaffe (6 de setembro de 1943) como Leutnant e piloto[2]
- Cruz Germânica em Ouro (16 de janeiro de 1944) como Oberleutnant no 3./NJG 1[3]
- Cruz de Cavaleiro da Cruz de Ferro (27 de julho de 1944) como Oberleutnant e Staffelkapitän do 2./NJG 1[4][Nota 1]